# Ópera Nacional de Lorena

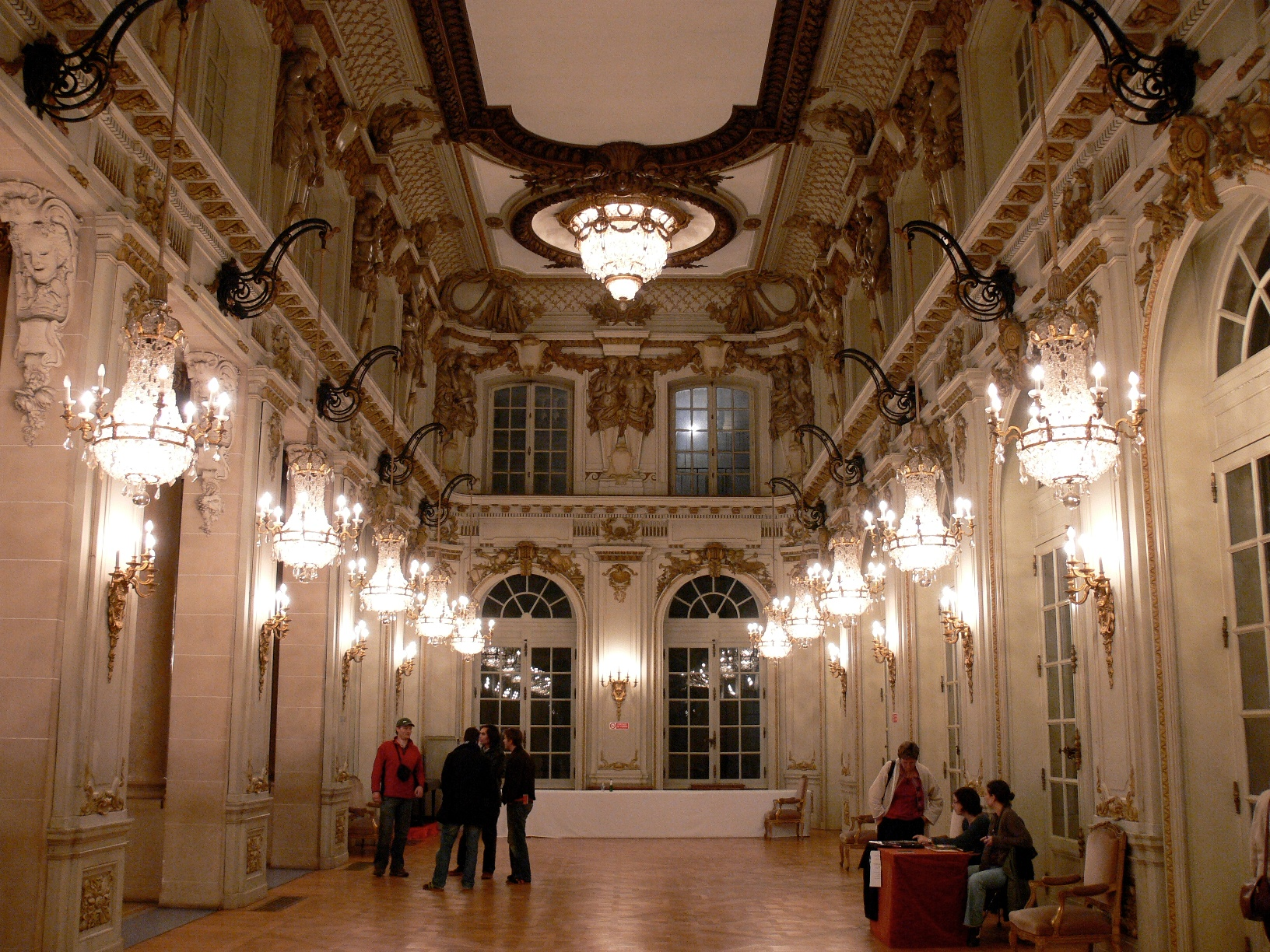
Foyer del Teatro de Ópera

La Ópera nacional de Lorena (Opéra national de Lorraine) es una compañía de ópera y teatro de ópera localizada en la ciudad de Nancy, en la provincia francesa de Lorena. Anteriormente se denominó como Opéra de Nancy et de Lorraine, recibiendo la categoría de "ópera nacional" en 2006.
El teatro original de la compañía se construyó durante el reinado del Duque de Lorena (y Rey de Polonia), Stanislas Leszczyńesquí en 1758. Este teatro, localizado detrás del Museo de Bellas Artes, fue destruido por el fuego en octubre de 1905, y un nuevo teatro se construyó en la misma ubicación, en la Plaza Stanislas, diseñado por Joseph Hornecker, e inaugurado en 1919.
Joseph Hornecker, un miembro de la "Escuela de Nancy," creó el teatro en estilo clásico, combinado con características de "art nouveau". El edificio contribuyó a hacer de Nancy un centro de arte y arquitectura que rivalizó con París y ayudó a dar a la ciudad el apodo "Capitale de l'Est."  
El teatro sufrió una renovación en 1994.
Todas las  producciones del teatro están acompañadas por la Orchestre symphonique et lyrique de Nancy.